# Zuccagnia punctata
Zuccagnia punctata är en ärtväxtart som beskrevs av Antonio José Cavanilles. Zuccagnia punctata ingår i släktet Zuccagnia och familjen ärtväxter. Inga underarter finns listade i Catalogue of Life.

## Bildgalleri

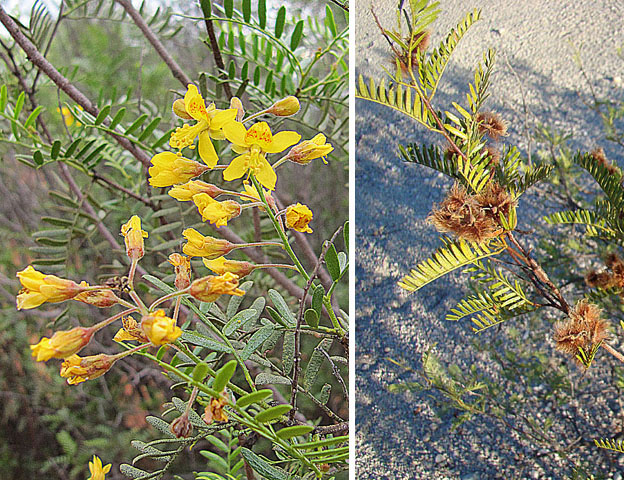